# 克拉特乌斯
克拉特乌斯（葡萄牙語：Crateús）是巴西塞阿拉州的一个市镇。总面积2985.411平方公里，总人口71494人，人口密度23.9人/平方公里。